# Kuki (Saitama)
Kuki (久喜市 Kuki-shi?) es una ciudad localizada en la prefectura de Saitama, Japón. La ciudad fue fundada el  1 de octubre de 1971.
Para mayo de 2011, la ciudad tenía una población estimada de 156.613, con 61.071 hogares y una densidad de población de 1.900,64 habitantes por km². El área total es de 82,40 km².
En marzo de 2010 la ciudad de Kuki absorbió el pueblo de Shōbu y los pueblos de Kurihashi y Washimiya. De esta manera se creó la actual ciudad de Kuki expandida.